# Délation

Une « bouche de lion », boîte aux lettres pour les dénonciations anonymes au palais des Doges, à Venise (Italie). Traduction de l'inscription dans la pierre: « Dénonciations secrètes contre toute personne qui dissimule des faveurs ou des services, ou qui cherche à cacher ses vrais revenus ».

La délation est une dénonciation jugée méprisable et honteuse. Elle consiste à fournir des informations concernant un individu, en général à l'insu de ce dernier, souvent inspiré par un motif contraire à la morale ou à l'éthique et donc subjectivement honteux. 
Tournée contre un individu ou un groupe d'individus, la délation est faite par un délateur, individu ou groupe de personnes, pour son propre gain (s'enrichir et accaparer les biens d'autrui) ou pour lui nuire de manière malveillante (jalousie, envie, haine). La fonction de délateur peut être créée et rémunérée par un pouvoir qui cherche à obtenir des renseignements contre ses adversaires ou ses ennemis.
Cette forme de trahison et d'opportunisme se retrouve de manière répétée dans l'histoire et dans un grand nombre de civilisations[source insuffisante], par exemple à travers l'image de l'usurpateur romain et ses espions (agent secret). Du point de vue de la stratégie, elle appartient aux modes de corruption. Elle peut également se manifester sous forme de faux témoignage ou de calomnie.
Le langage populaire a produit un lexique fourni pour désigner le délateur : « mouchard », « balance », « donneur », « indic », « poucave », « sycophante », « cafard » et de manière plus étendue « collabo », « traître » ou « Judas ».
Encouragée par des régimes autoritaires ou dictatoriaux ou par des forces d'occupation, généralement occultée et anonyme, elle est facilitée par un pouvoir qui diffuse et défend des théories racistes et discriminatoires[source insuffisante].
Des études semblent démontrer que la délation de proches ou de personnes au sein d'une même famille aurait été une pratique répandue en France lors de la Seconde Guerre mondiale.
La délation ne doit en aucun cas être confondue avec la dénonciation d'infraction, de crime ou délit, ou encore le lancement d'alerte, activité désintéressée et risquée consistant à informer le public, les médias, les élus de pratiques douteuses ou dangereuses de la part d'entreprises ou d'organisations diverses qui de la sorte menacent l'économie, la santé, la société en général.

## Histoire
Cinq siècles avant notre ère, L'Art de la guerre (Sun Tzu) fait déjà référence à cette notion dans son dernier chapitre, « De la concorde et de la discorde » (用間, Yòngjiàn) : « Quand ces cinq types d’espion sont au travail, personne ne peut découvrir le système secret d’information. Cela s’appelle la divine manipulation des esprits. C’est la plus précieuse faculté des souverains. » Sun tzu XIII-8.
On retrouve la marque de la délation volontaire dans les traditionnelles trahisons des hommes politiques de la Grèce antique ou de l'Empire romain avec les delatores (en). Dans ce dernier, l'inquisitio sous le Principat encourage la délation fiscale et criminelle en faisant appel à des dénonciateurs extérieurs au tribunal, ce qui provoque des abus, des personnages se mettant au service du prince à l’occasion des grands procès, notamment pour crime de lèse-majesté (crimen laesae maiestatis).
L'avatar du traître le plus célèbre reste Judas Iscariote vendant pour 30 deniers aux autorités romaines Jésus (Matthieu 26.15) - que les chrétiens considéreront comme le Messie - puis, pris de remords par l'immoralité de son acte, se suicide par pendaison.

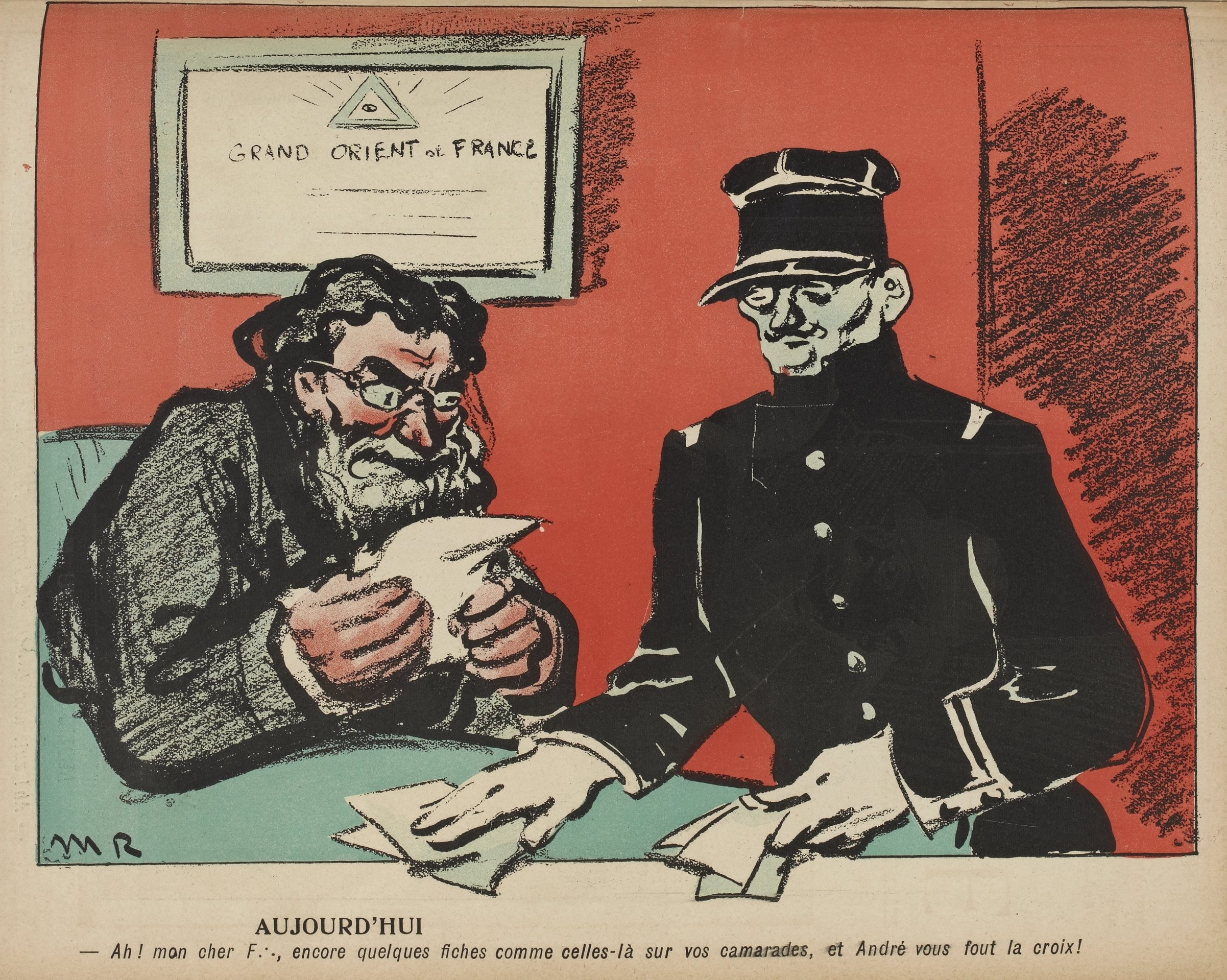
Caricature parue dans L'Assiette au Beurre, décrivant le système de délation organisé dans l'armée française et révélé lors de l'affaire des fiches (1904)

Des événements dramatiques (guerre, attentat) peuvent inciter à franchir le pas. De telles situations peuvent servir à assouvir des vengeances contre un individu ou une haine à l'encontre des groupes déviants.
Elle fut largement utilisée, par le biais de promotions ou récompenses, dans le cadre du colonialisme et de l'oppression des occupants contre les indépendantistes dans les zones colonisées.
Durant la Seconde Guerre mondiale, elle est rendue obligatoire et encouragée par les services de renseignement du Troisième Reich. Elle devient une arme gouvernementale contre la Résistance, accusée de terrorisme, dans tous les pays alors occupés par l'Allemagne. « Rien qu’en Hollande, environ 20 000 Juifs se sont cachés pendant la guerre. Environ 8 000 d’entre eux ont été dénoncés » dont Anne Frank et sa famille.
Aux États-Unis, le maccarthysme incite à la délation des personnes soupçonnées d'activités communistes.
En URSS et dans les pays qu'elle occupe après la Seconde Guerre Mondiale, la délation est une pratique qui sévit dès l'école primaire. Les enfants sont encouragés à dénoncer leurs parents si ceux-ci émettent des idées différentes de celles que la propagande relayée par le système scolaire leur inculque. Le summum est atteint en RDA avec la STASI qui gangrène toute la société, personne n'étant plus à l'abri d'un parent ou d'un voisin malveillant.

### La délation en France sous l'occupation
Le Programme du Conseil national de la Résistance prévoyait l'application immédiate d'une politique de défense civile à la Libération. La délation était alors considérée comme une des méthodes de collaboration active avec l'ennemi.
Les motivations de son interdiction sont explicables par le souvenir de son emploi systématique par les forces d'occupation nazie.
À la suite de Philippe Burrin, les historiens parlent de « collaboration au quotidien » pour désigner un certain nombre de comportements significatifs ne relevant pas de l'engagement politique actif : rapports personnels scandaleusement cordiaux entretenus avec des Allemands, envoi de lettres de délation à la police ou à la Gestapo, chefs d'entreprise sollicitant d'eux-mêmes des commandes de l'ennemi, relations amoureuses affichées avec des soldats de l'armée d'occupation, voire des membres de la Gestapo, etc. Il y aura des conséquences lors de l'épuration à la Libération en France.
Cette période soulève le paradoxe de la dénonciation des délateurs.
Les peines prononcées à l'encontre des délateurs durant cette période de l'histoire pouvaient aller jusqu'à la condamnation à mort.

## Débats actuels sur la délation

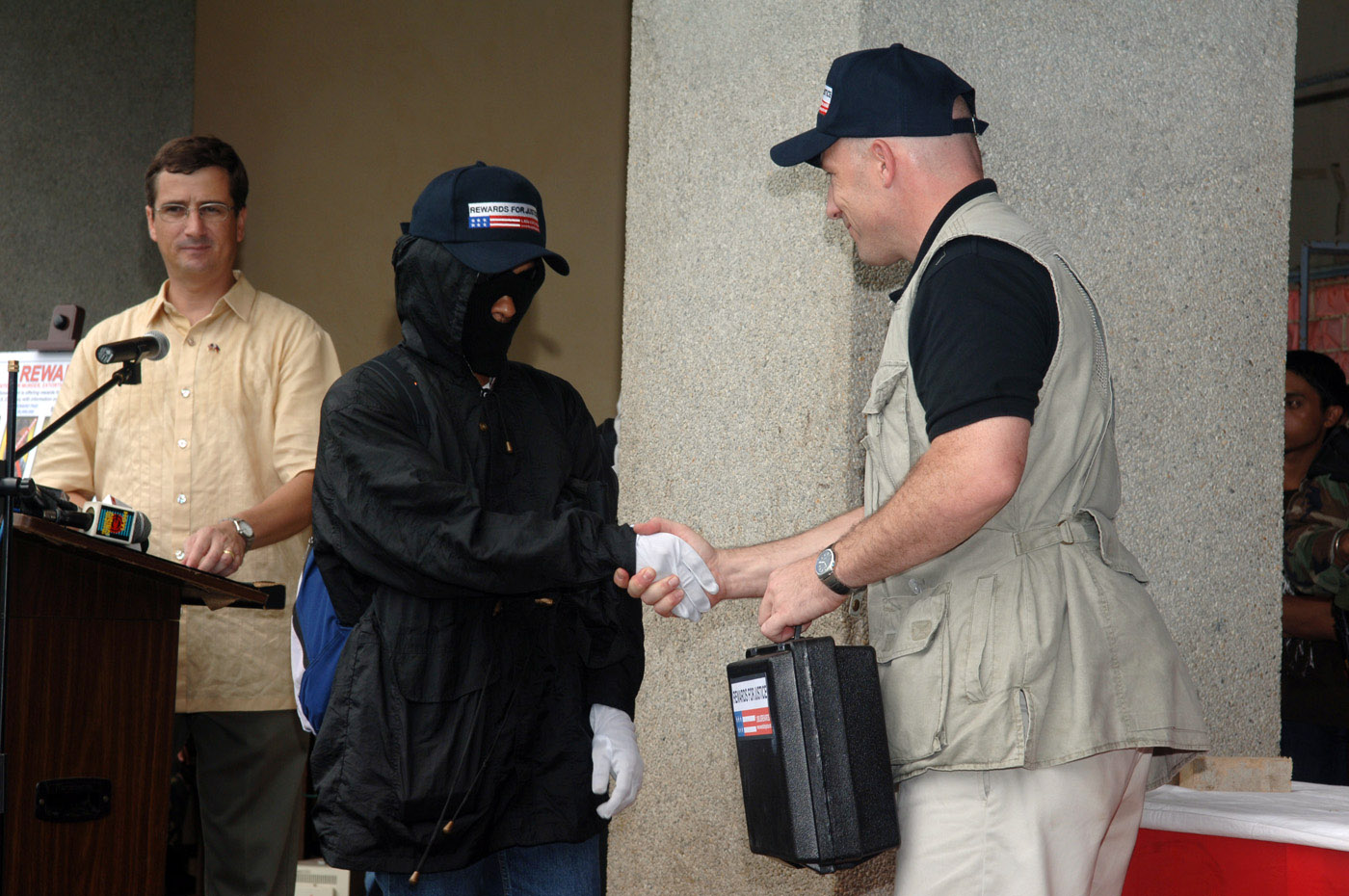
Récompense remise à un informateur ayant permis de déjouer un attentat terroriste en République des Philippines (7 juin 2007).

Afin de mieux comprendre le débat actuel sur l'encouragement par les politiques d'États démocratiques à la dénonciation de proximité et le fait de rétribuer ces actes par des sommes d'argent en vue de l'infiltration de réseaux de malfaiteurs, il faut garder à l'esprit que si la délation est immorale, toute dénonciation n'est pas délation, elle peut être morale et même un acte de civisme. Elle peut par exemple fournir aux autorités en place des informations sur les modes de corruption dans une société.
En droit du travail, un système de dénonciation par internet des actes illégaux des salariés est aujourd'hui condamné par la justice française.

## La délation dans le monde
Certains pays tolèrent, voire encouragent la délation.
- Au Brésil, la delação premiada ou délation récompensée est une pratique consistant à détailler les infractions commises par une personne en fournissant un certain nombre de preuves afin d'obtenir une remise de peine lorsqu'on est condamné. La valeur morale de cette activité ne fait cependant pas l'unanimité au sein de la population, y compris dans la classe politique, où certains dénoncent l'aspect éthique, et le risque d'obtention de faux témoignages[22].
- Au Canada, le gouvernement favorise la divulgation d'informations sensibles via un numéro de téléphone dédié, éventuellement de manière anonyme, ainsi qu'une promesse de récompense en cas d'arrestation de malfaiteurs[23]. Au Québec, le mot « délateur » est utilisé comme synonyme d'indicateur de police et la police crée à cette fin des « contrats de délateur » pour les indicateurs qui choisissent de collaborer avec le système de justice[24].
- Au Chili, le gouvernement met à disposition un numéro de téléphone. pour dénoncer les personnes soupçonnées de commettre certaines infractions telles que le vol, le recel de biens dérobés, ou encore la violation de brevet ou de copyright[25].
- En Chine, une application pour smartphone permet depuis 2017 de dénoncer ses voisins lorsqu'ils commettent certaines infractions. Ainsi des consommateurs de drogue, ou des clients de prostituées ont été arrêtés par délation de leur voisinage[26].
- En Corée du Sud, il existe des écoles pour apprendre à dénoncer ses concitoyens. Les récompenses offertes par le gouvernement varient de 30 000 wons (environ 20 euros) pour une infraction mineure telle qu'un mégot de cigarette jeté par terre, à plusieurs millions de wons pour des affaires de fraudes sérieuses. Au total 336 entorses à la loi sont recensées par les autorités et certains Coréens se convertissent en délateurs professionnels afin de gagner leur vie[27]. Parmi les incivilités qui peuvent payer lorsqu'on les dénonce, certaines sont relativement bénignes, comme le non-tri des déchets, ou le refus de fournir un reçu de paiement lors d'un achat. Ce travail de dénonciation employant de méthodes de paparazzi s'effectue le plus souvent de manière discrète car la pratique a mauvaise réputation au sein de la population, même si les plus brillants délateurs peuvent espérer gagner jusqu'à plusieurs centaines de milliers d'euros, en général 20% des amendes perçues[28].
- Aux États-Unis, la délation est vue davantage comme un acte civique que comme une indigne trahison[29]. Le programme Crime Stoppers permet aux citoyens de recevoir jusqu'à 1000 dollars de récompense de manière anonyme, si l'information conduit à une arrestation[30].
- En Suisse la dénonciation d'infraction est institutionnalisée. Cela s'appelle une dénonciation pénale[31],[32].

## Dans la culture

### Dans la littérature
- Fahrenheit 451 de Ray Bradbury
- Mateo Falcone de Prosper Mérimée

### Dans le cinéma
La délation, à travers le rôle de l'espion, est un sujet récurrent des productions cinématographiques :
- Le Mouchard de John Ford
- La Balance de Bob Swaim
- La Dernière Tentation du Christ de Martin Scorsese
- La Trahison de Philippe Faucon
- La Délation sous l'Occupation d'André Halimi
- Échec à la Gestapo de Vincent Sherman
- Fahrenheit 451 de François Truffaut
- Le Corbeau de Henri-Georges Clouzot